# Bracketing

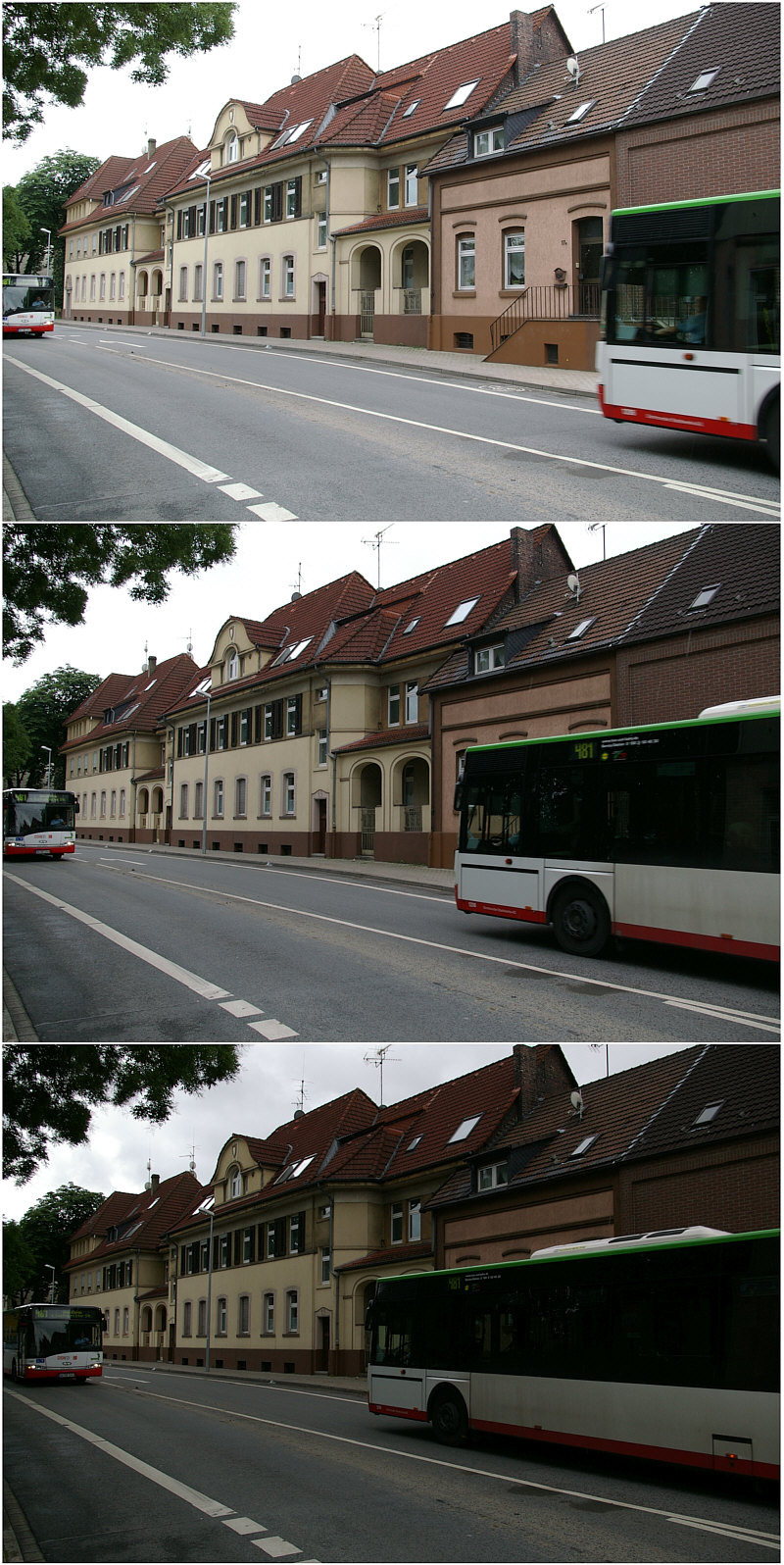
Al aplicar la técnica de bracketing pueden surgir problemas con los objetos en movimiento.

En fotografía, el bracketing (del inglés bracket = "paréntesis", y también "agrupar") u horquillado es una técnica consistente en la toma de varias imágenes del mismo tema, variando entre cada una de ellas uno o varios parámetros de la exposición, como el enfoque, la velocidad de obturación, la apertura del objetivo, u otros. 
Su utilidad es manifiesta cuando resulta difícil determinar con exactitud qué parámetros serán los más indicados para una fotografía. También es útil para manejar fuertes contrastes entre luces y sombras que no puedan ser plasmados con detalle en una sola fotografía: podremos fusionar en el ordenador varias tomas de modo que la imagen final contenga más información que cada una de ellas por separado (fotografía HDR).
Cuando este se realiza de modo automático por la cámara hablamos de autobracketing u horquillado automático. Programando la cámara para realizar varias tomas seguidas, de forma que en cada una de ellas cambien uno o varios parámetros, se consigue asegurar que una de las tomas será correcta. La alternativa manual requiere mucho más tiempo, de forma que el motivo que se desea fotografiar puede cambiar de posición o de aspecto entre toma y toma, lo cual, en ocasiones, no es deseable.

## Tipos de bracketing
De no especificarse otra cosa, el término bracketing se refiere a una variación en el valor de exposición (EV) de la fotografía. Muchas cámaras profesionales o semiprofesionales permiten el horquillado automático con la toma sucesiva de 3 imágenes: con la exposición calculada en un principio, y con el valor de exposición corregido para conseguir una imagen más oscura (p.ej. -0.3 EV) y otra más luminosa (p.ej +0.3 EV).
Podemos destacar también el bracketing de foco, el de flash y el de balance de blancos.